# 369 a.C.

## Eventos
- Quinto Servílio Fidenato, pela terceira vez, Aulo Cornélio Cosso, Quinto Quíncio Cincinato, Marco Cornélio Maluginense, Marco Fábio Ambusto e Caio Vetúrio Crasso Cicurino, pela segunda vez, tribunos consulares em Roma.
- Fim do reinado de Agesípolis II foi rei da cidade-Estado grega de Esparta.

## Mortes
- Agesípolis II rei de Esparta.